# Xynobius decoratus
Xynobius decoratus är en stekelart som först beskrevs av Stelfox 1949.  Xynobius decoratus ingår i släktet Xynobius och familjen bracksteklar. Inga underarter finns listade i Catalogue of Life.